# خوسيه ماتشادو
خوسيه ماتشادو (بالبرتغالية: José Machado‏) هو مجدف برتغالي، ولد في 1 مايو 1928.

## وصلات خارجية
- خوسيه ماتشادو على موقع الاتحاد الدولي للتجديف (الإنجليزية)
- خوسيه ماتشادو على موقع أوليمبيديا (الإنجليزية)